# André Garczynski
André Garczynski, né dans la Sarthe le 2 septembre 1888 et décédé le 3 mai 1944 au camp de Buchenwald, est un ingénieur-constructeur français. Il est le cofondateur de la société Garczynski Traploir, spécialisée en construction de réseaux électriques. 

## Biographie
André Garczynski est issu d'une famille d'origine polonaise, qui a fui les guerres napoléoniennes et s'est installée dans la Sarthe. Il fera ses études à l'Institut d'électricité de Grenoble. Il sera engagé dans la Grande Guerre, où il fera la connaissance de Gaston Traploir.
En 1919, la Guerre juste terminée, il crée avec Gaston Traploir la société Garczynski Traploir, spécialisée dans l'installation des réseaux de distribution électriques aériens et souterrains.
Grand passionné d'automobiles, il s'intéresse particulièrement au social, il est en partie à l'origine des Caisses d'Assurance Sociales, qui deviendra la Sécurité Sociale.
Lorsque la Seconde Guerre mondiale éclate, il reste au Mans pour protéger son entreprise. Malheureusement, la Gestapo l’arrête en 1943. Il sera déporté au camp de Buchenwald  où il mourra un an plus tard, à 56 ans.